# Zlatarsee
Der Zlatarsee (serbisch: Zlatarsko jezero/Златарско језеро) ist ein Stausee am Fluss Uvac im südwestserbischen Zlatar-Gebirge, woher der See auch seinen Namen hat.
Der See hat eine Gesamtfläche von 7,25 km².